# Europamästerskapen i friidrott 2024 – Herrarnas 400 meter häck
Herrarnas 400 meter häck vid europamästerskapen i friidrott 2024 avgjordes mellan den 9 och 11 juni 2024 på Olympiastadion i Rom i Italien.
Guldet togs av norske Karsten Warholm efter ett lopp på 46,98 sekunder, vilket blev ett nytt mästerskapsrekord. Silvret togs av italienske Alessandro Sibilio och bronset togs av svenske Carl Bengtström.

## Rekord
| Rekord inför EM 2024 | Rekord inför EM 2024    | Rekord inför EM 2024 | Rekord inför EM 2024 | Rekord inför EM 2024 |
| -------------------- | ----------------------- | -------------------- | -------------------- | -------------------- |
| Världsrekord         | Karsten Warholm (NOR)   | 45,94                | Tokyo, Japan         | 3 augusti 2021       |
| Europarekord         | Karsten Warholm (NOR)   | 45,94                | Tokyo, Japan         | 3 augusti 2021       |
| Mästerskapsrekord    | Karsten Warholm (NOR)   | 47,12                | München, Tyskland    | 19 augusti 2022      |
| Världsårsbästa       | Alison dos Santos (BRA) | 46,63                | Oslo, Norge          | 30 maj 2024          |
| Europaårsbästa       | Karsten Warholm (NOR)   | 46,70                | Oslo, Norge          | 30 maj 2024          |

## Program
Alla tider är lokal tid (UTC+1)
| Datum        | Tid   | Omgång      |
| ------------ | ----- | ----------- |
| 9 juni 2024  | 13:20 | Försöksheat |
| 10 juni 2024 | 12:40 | Semifinaler |
| 11 juni 2024 | 21:05 | Final       |

## Resultat

### Försöksheat
De 12 snabbaste friidrottarna 0q0 gick vidare till semifinalerna.
| Placering | Heat | Bana | Namn                    | Nationalitet   | Tid   | Noteringar |
| --------- | ---- | ---- | ----------------------- | -------------- | ----- | ---------- |
| 1         | 1    | 5    | Thomas Barr             | Irland         | 49,31 | 0q0, 0SB0  |
| 2         | 2    | 4    | Berke Akçam             | Turkiet        | 49,32 | 0q0        |
| 3         | 1    | 6    | Vít Müller              | Tjeckien       | 49,38 | 0q0, 0SB0  |
| 4         | 1    | 4    | Giacomo Bertoncelli     | Italien        | 49,41 | 0q0        |
| 5         | 2    | 3    | Julien Bonvin           | Schweiz        | 49,41 | 0q0, 0SB0  |
| 6         | 1    | 9    | Mikael Antonio de Jesus | Portugal       | 49,41 | 0q0        |
| 7         | 2    | 7    | Alastair Chalmers       | Storbritannien | 49,71 | 0q0        |
| 8         | 3    | 8    | Mario Lambrughi         | Italien        | 49,74 | 0q0, 0SB0  |
| 9         | 3    | 7    | David Thid              | Sverige        | 49,81 | 0q0, 0PB0  |
| 10        | 2    | 2    | Jesús David Delgado     | Spanien        | 49,82 | 0q0        |
| 11        | 3    | 6    | Árpád Bánóczy           | Ungern         | 49,95 | 0q0        |
| 12        | 3    | 2    | Sergio Fernández        | Spanien        | 49,98 | 0q0        |
| 13        | 3    | 3    | Dany Brand              | Schweiz        | 49,99 |            |
| 14        | 3    | 5    | Krzysztof Hołub         | Polen          | 50,42 |            |
| 15        | 1    | 2    | Nikola Kostić           | Serbien        | 50,48 |            |
| 16        | 2    | 5    | Adam Smolka             | Tjeckien       | 50,48 | 0SB0       |
| 17        | 2    | 8    | Tuomas Lehtonen         | Finland        | 50,50 | 0SB0       |
| 18        | 1    | 8    | Dimitris Levantinos     | Grekland       | 51,13 |            |
| 19        | 1    | 7    | Patrik Dömötör          | Slovakien      | 51,16 |            |
| 20        | 3    | 9    | Martín Tuček            | Slovakien      | 51,27 |            |
| 21        | 2    | 9    | Leo Köhldorfer          | Österrike      | 51,52 |            |
| 22        | 2    | 6    | Matej Baluch            | Slovakien      | 52,17 |            |
| 23        | 3    | 4    | Jere Haapalainen        | Finland        | 52,18 |            |
| 99        | 1    | 3    | Karl Wållgren           | Sverige        | 0DNF0 |            |

### Semifinaler
De två första i varje heat 0Q0 samt de två snabbaste tiderna 0q0 kvalificerade sig för finalen.
| Placering | Heat | Bana | Namn                    | Nationalitet   | Tid   | Noteringar |
| --------- | ---- | ---- | ----------------------- | -------------- | ----- | ---------- |
| 1         | 3    | 7    | Alessandro Sibilio*     | Italien        | 48,07 | 0Q0, 0SB0  |
| 2         | 3    | 4    | Berke Akçam             | Turkiet        | 48,14 | 0Q0, EU23L |
| 3         | 3    | 8    | Matic Ian Guček*        | Slovenien      | 48,34 | 0q0, 0NR0  |
| 4         | 3    | 6    | Emil Agyekum*           | Tyskland       | 48,36 | 0q0, 0PB0  |
| 5         | 2    | 7    | Rasmus Mägi*            | Estland        | 48,43 | 0Q0, 0SB0  |
| 6         | 2    | 8    | Carl Bengtström*        | Sverige        | 48,51 | 0Q0        |
| 7         | 3    | 5    | Wilfried Happio*        | Frankrike      | 48,55 | 0SB0       |
| 8         | 1    | 8    | Karsten Warholm*        | Norge          | 48,75 | 0Q0        |
| 9         | 2    | 9    | Alastair Chalmers       | Storbritannien | 48,76 | 0PB0       |
| 10        | 2    | 5    | Joshua Abuaku*          | Tyskland       | 49,13 |            |
| 11        | 3    | 9    | Vít Müller              | Tjeckien       | 49,25 | 0SB0       |
| 12        | 2    | 4    | Sergio Fernández        | Spanien        | 49,34 | 0SB0       |
| 13        | 3    | 3    | Jesús David Delgado     | Spanien        | 49,38 |            |
| 14        | 3    | 2    | David Thid              | Sverige        | 49,52 | 0PB0       |
| 15        | 1    | 5    | Nick Smidt*             | Nederländerna  | 49,57 | 0Q0        |
| 16        | 1    | 4    | Thomas Barr             | Irland         | 49,61 |            |
| 17        | 1    | 7    | Constantin Preis*       | Tyskland       | 49,68 |            |
| 18        | 2    | 2    | Mikael Antonio de Jesus | Portugal       | 49,72 |            |
| 19        | 2    | 3    | Giacomo Bertoncelli     | Italien        | 49,83 |            |
| 20        | 1    | 3    | Julien Bonvin           | Schweiz        | 49,95 |            |
| 21        | 1    | 9    | Mario Lambrughi         | Italien        | 50,03 |            |
| 22        | 1    | 2    | Árpád Bánóczy           | Ungern         | 50,14 |            |
| 23        | 2    | 6    | Yasmani Copello*        | Turkiet        | 50,57 | 0SB0       |
| 24        | 1    | 6    | İsmail Nezir*           | Turkiet        | 51,29 |            |

*Friidrottare som fick starta mästerskapet i semifinalen

### Final
| Placering | Bana | Namn               | Nationalitet  | Tid   | Noteringar |
| --------- | ---- | ------------------ | ------------- | ----- | ---------- |
| 1         | 8    | Karsten Warholm    | Norge         | 46,98 | 0MR0       |
| 2         | 7    | Alessandro Sibilio | Italien       | 47,50 | 0NR0       |
| 3         | 9    | Carl Bengtström    | Sverige       | 47,94 | 0NR0       |
| 4         | 5    | Rasmus Mägi        | Estland       | 48,13 |            |
| 5         | 6    | Berke Akçam        | Turkiet       | 48,17 |            |
| 6         | 3    | Emil Agyekum       | Tyskland      | 48,42 |            |
| 7         | 2    | Matic Ian Guček    | Slovenien     | 48,87 |            |
| 8         | 4    | Nick Smidt         | Nederländerna | 49,43 |            |